# Tishbé
Tishbé, Thisbe ou el-Istib est une ville mentionnée dans la Bible dans le Livres des Rois,.
Il s'agit de la résidence et peut-être même du lieu de naissance du prophète Élie, surnommé parfois Tishbite (en). La ville est placée par le texte biblique dans la région historique de Galaad.

## Interprétations
De nombreux prophètes hébreux sont présentés avec le nom de leur père, leur lieu de résidence d'origine, ou les deux. Par exemple, Jonas est présenté comme « Jonas, le fils d'Amittai... de Gath-hepher (en) », Élisée est présenté comme « Élisée, le fils de Shaphat, d'Abel-Méhula »,  Michée est présenté comme « Michée le Morashtite », etc. Élie, à son tour, est présenté comme « Élie le Tishbite, des colons de Galaad ». Lorsque l'on considère le schéma général de la façon dont les prophètes sont introduits pour la première fois dans le texte de la Bible hébraïque, il semblerait que le passage soit une simple déclaration des origines d'Élie.
Parce que les mots hébreux originaux pour Tishbite (תִּשְׁבִּי, tīšbī) et colons (תֹּשָׁבֵי, tōšāḇē) sont similaires, certains chercheurs se sont demandé si tīšbī est en fait un démonyme pour un lieu appelé Tishbé, ou s'il s'agit d'une forme du mot colon conjuguée pour correspondre à Elijah - lisant ainsi « Elijah le colon » plutôt que « Élie le Tishbite ». Le mot tīšbī n'apparaît que six fois dans la Bible hébraïque, chaque fois en conjonction avec le propre nom d'Élie, mais aucun endroit appelé Tishbé n'apparaît dans tout le Tanakh. Par conséquent, il est débattu de savoir si oui ou non le texte indique qu'Élie était originaire d'un endroit appelé Tishbé.

## Emplacements

### En Galaad
1 Rois 17:1 indique qu'Élie était de Tishbé en Galaad, qui est une région historique située à l'est du Jourdain dans l'actuelle Jordanie. Flavius Josèphe a supposé que Tishbé était en Galaad. La moitié orientale de la tribu israélite de Manassé et, peut-être aussi, la tribu de Gad, ont été en possession de Galaad ; donc Tishbé est probablement dans le territoire de la moitié orientale de Manassé, ou peut-être dans celui de Gad. Selon Pfeiffer et Vos, la ville est située sur le territoire de Manassé, à proximité de l'oued connu dans la Bible sous le nom de Chorath (en), dans l'actuelle Jordanie. 
Tishbé a longtemps été identifiée comme la ville historique de Listib en Galaad, en raison de son emplacement et de la similitude entre l'ancien nom hébreu et le nom arabe , el-Istib, mais l'Encyclopédie biblique standard internationale de 1915 réfute l'identification car el-Istib n'a été établie qu'à l'époque byzantine. Les ruines de Listib sont situées à 13 kilomètres au nord de la rivière Jabbok à Galaad, juste à l'ouest du Mahanaim de la Bible, à une courte distance au-delà des limites nord-ouest d'Ajlun dans le gouvernorat d'Ajlun, dans le nord de la Jordanie. Cependant, Listib est connue pour avoir été inhabitée à l'époque du Royaume du Nord d'Israël. 

### EnNephtali
Tishbé peut être aussi identique au Thisbe référencé dans le Livre de Tobie (Tobie 1: 2), qui était située à l'ouest du Jourdain sur le territoire de la tribu de Nephthali, au sud de Tel Qadesh en Haute Galilée, au-dessus d'Aser vers l'ouest, et au nord de Phogor.